# Abdul Salam Al-Mukhaini
Abdul Salam Al-Mukhaini (en árabe: عبدالسلام بن عامر المخيني‎; Mascate, 7 de abril de 1988–Mascate, 21 de enero de 2025) fue un futbolista omaní que jugó en la posición de defensa central.

## Carrera

### Club
| Periodo   | Club                    |
| --------- | ----------------------- |
| 2008-2011 | Al-Oruba SC             |
| 2011-2014 | Al-Raed                 |
| 2013–2014 | → Baniyas Club (cedido) |
| 2014–2016 | Al-Oruba SC             |
| 2015      | → Kuwait SC (cedido)    |
| 2016–2025 | Dhofar Club             |

### Selección nacional
Jugó para Omán en 70 ocasiones de 2009 a 2025 y anotó un gol; el cual fue en la victoria por 3-1 sobre Irán en un partido amistoso en Mascate. Participó en la Copa Asiática 2015.

## Logros
- Copa del Sultán Qabus: 2010
- Supercopa de Omán: 2008, 2011
- Liga Premier de Kuwait: 2014-15
- Copa Federación de Kuwait: 2014-15